# Heinrich von Kleist
Bernd Heinrich Wilhelm von Kleist (født 18. oktober 1777, død 21. november 1811) var en preussisk lyriker, dramatiker og forfatter. Han var den vigtigste tyske dramatiker under romantikken, men tog selv aldrig del i den romantiske bevægelse.
Han er kendt som en stor patriot i kampen mod Napoleon og Frankrig; det kommer til udtryk i dramaer som Die Hermannsschlacht.

## Værker
- Michael Kohlhaas
- Das Erdbeben von Chili
- Die Verlobung von Santo Domingo
- Die Familie Schroffenstein
- Die Hermannsschlacht
- Der zerbrochene Krug
- Robert Guiskard
- Über das Marionettentheater
- Die Marquise von O...
- Der Zweikampf
- Die heilige Cäcilie oder die Gewalt der Musik
- Das Bettelweib von Locarno